# January Maria Sarnelli
January Maria Sarnelli (ur. 12 września 1702 w Neapolu, zm. 30 czerwca 1744 tamże) – błogosławiony kościoła katolickiego, jeden z pierwszych towarzyszy Alfonsa Liguori, założyciela Zgromadzenia Redemptorystów.
January Maria Sarnelli już w wieku 14 lat postanowił zostać jezuitą. Ze względu na młody wiek odwiódł go od tego jego ojciec. W 1722 r. ukończył studia prawnicze otrzymując tytuł doktora obojga praw. W 1728 r. rozpoczął naukę w seminarium duchownym. 5 czerwca 1729 r. rozpoczął nowicjat w Stowarzyszeniu Misji Apostolskich. 8 lipca 1732 r. przyjął święcenia kapłańskie. W kwietniu 1736 r. wstąpił do redemptorystów. Zmarł w Neapolu 30 czerwca 1744 r.
Został beatyfikowany 12 maja 1996 roku przez Jana Pawła II.